# 4,4'-メチレンビス(2-クロロアニリン)
4,4'-メチレンビス (2-クロロアニリン)は化学式C13H12Cl2N2で表される有機化合物である。3,3'-ジクロロ-4,4'-ジアミノジフェニルメタンとも表記され、MOCA、あるいはMBOCAと略記される。

## 安全性
本物質の製造に携わった労働者に発癌性、特に膀胱癌の症例が複数報告され、2010年に国際がん研究機関は本物質をIARC発がん性リスク グループ1とした。1976年に特定化学物質障害予防規則の特定第2類物質、特別管理物質に指定され、製造・取扱設備の密閉化または局所排気装置等の設置などの措置を必要とするとともに、作業記録および健康診断の結果を30年間保存することを義務付けている。日本産業衛生学会は、1993年に本物質の許容濃度を0.005 mg/m3と定めた。
2021年6月23日、厚生労働省は全国で初めてMOCAが原因で膀胱癌を発症したことによる労災認定を公表した。
アルミニウム、マグネシウム、カリウムなどと反応する。

## 用途
防水材に使われるポリウレタンの硬化剤として利用される。2009年度の製造・輸入数量は2696トンであった。本物質を含む硬化剤を必要としないポリウレタン塗膜防水材も開発されている。